# Медазепам
Медазепам — лекарственное средство группы бензодиазепинов, оказывает успокаивающее, анксиолитическое, миорелаксантное, противосудорожное действие, однако миорелаксантное и общеугнетающее влияние относительно менее выражено. Успокаивающее действие мезапама сочетается с некоторым активирующим эффектом. В связи с этим он рассматривается как «дневной» транквилизатор, меньше нарушающий работоспособность в течение дня. Препарат потенцирует действие снотворных, наркотических, анальгетических препаратов.

## Общие сведения
Зеленовато-жёлтый мелкокристаллический порошок. Практически нерастворим в воде, легко растворим в спирте.
Медазепам назначают больным неврозами, психопатиями и другими нервно-психическими расстройствами с неврозоподобными и психоподобными нарушениями, сопровождающимися повышенной возбудимостью, раздражительностью, напряжением, тревогой, страхом, эмоциональной лабильностью, а также при абстинентном синдроме.
Отсутствие выраженных миорелаксантных и гипноседативных свойств позволяет назначать мезапам ослабленным больным, лицам пожилого возраста и детям.
Медазепам принимают внутрь (независимо от приёма пищи). Суточную дозу распределяют на 2—3 приёма. Повышение суточной дозы рекомендуется проводить за счёт увеличения вечерней дозы.
Для взрослых средняя разовая доза составляет 0,01—0,02 г (10—20 мг), средняя суточная доза 0,03—0,04 г (30—40 мг). Высшая суточная доза мезапама для взрослых 0,06—0,07 г (60—70 мг). Людям пожилого возраста и подросткам назначают 0,01—0,02 г (10—20 мг) препарата в день.
Несмотря на меньшее угнетающее влияние на ЦНС, Медазепам должны с осторожностью применять лица, работа которых требует быстрой психической и физической реакции.
При лечении могут наблюдаться сонливость, головокружение, запор, нарушение аккомодации, тахикардия, в единичных случаях — бессонница. Противопоказания такие же, как для хлозепида.

## Ограничения оборота в Российской Федерации
В соответствии с Постановлением Правительства Российской Федерации от 4 февраля 2013 года № 78 медазепам внесён в Список III психотропных веществ, оборот которых в Российской Федерации ограничен и в отношении которых допускается исключение некоторых мер контроля в соответствии с законодательством Российской Федерации и международными договорами Российской Федерации.